# Provincie Ošima
Provincie Ošima (japonsky: 渡島国; Ošima no kuni) byla krátce existující japonská provincie ležící na ostrově Hokkaidó. Na jejím území se dnes rozkládá jižní část podprefektury Ošima a podprefektura Hijama.
Provincie vznikla 15. srpna 1869 a skládala se ze 7 okresů. V roce 1872 při sčítání lidu činila populace provincie 75 830 osob. V červenci 1881 se okresy Cugaru a Fukušima sloučily a celkový počet okresů provincie tak klesl na šest. V roce 1882 byly provincie na ostrově Hokkaidó zrušeny.

## Okresy
- Cugaru (津軽郡) – v roce 1881 se sloučil s okresem Fukušima a společně vytvořily okres Macumae
- Fukušima (福島郡) – v roce 1881 se sloučil s okresem Cugaru a společně vytvořily okres Macumae
- Hijama (檜山郡)
- Kajabe (茅部郡)
- Kameda (亀田郡)
- Kamiiso (上磯郡)
- Niši (爾志郡)